# Xenopus kobeli
Espèce
Xenopus kobeli est une espèce d'amphibiens de la famille des Pipidae.

## Répartition
Cette espèce est endémique du Cameroun. Elle se rencontre entre 1 100 et 1 500 m d'altitude sur le plateau Bamiléké.
Sa présence est incertaine en République du Congo.

## Étymologie
Cette espèce est nommée en l'honneur de Hans Rudolf Kobel.

## Publication originale
- Evans, Carter, Greenbaum, Gvoždík, Kelley, McLaughlin, Pauwels, Portik, Stanley, Tinsley, Tobias & Blackburn, 2015 : Genetics, morphology, advertisement calls, and historical records distinguish six new polyploid species of African Clawed Frog(Xenopus, Pipidae) from West and Central Africa. PLOS ONE, vol. 10, no 12, e0142823, p. 1–51 (texte intégral).